# Ossitocina
L'ossitocina (o "oxitocina", abbreviato OXT) è un ormone peptidico e un peptido ciclico eterodetico di nove amminoacidi prodotto dai nuclei ipotalamici sopraottico (principalmente) e paraventricolare e secreto nella neuroipofisi, presente in tutti i mammiferi. L'ossitocina agisce anche come neurotrasmettitore all'interno del cervello; è l'ormone principale che causa la contrazione uterina e l'eiezione del latte. Insieme al neuropeptide vasopressina, si ritiene che influenzi la cognizione sociale e il comportamento.
Un'azione importante dell'ossitocina è quella di stimolare le contrazioni della muscolatura liscia dell'utero. Nell'ultimo periodo della gravidanza la responsività dell'utero all'ossitocina aumenta notevolmente e l'ormone esercita un ruolo importante nell'inizio e nel mantenimento del travaglio e del parto.
Altro fondamentale ruolo è quello di stimolo delle cellule dei dotti lattiferi delle mammelle. In tal modo l'ossitocina provoca una contrazione delle cellule muscolari e la secrezione del latte. Ciò avviene in risposta allo stimolo della poppata.
In entrambi i sessi a livello neurologico favorisce l'attaccamento relazionale, la sua produzione viene stimolata dai contatti fisici affettuosi o anche solo dalla vista di persone amate o bambini piccoli.

## Farmacologia
Sir Henry H. Dale fu il primo a scoprire l'ossitocina e le sue proprietà contrattili dell'utero nel lontano 1906. Come gli altri ormoni neuroipofisari, l'ossitocina è costituita da una sequenza di nove amminoacidi con un legame disolfuro tra i residui Cys 1 e 6. Negli anni '50, l'ossitocina sintetica fu sintetizzata con successo da Vincent du Vigneaud, un biochimico che in seguito fu insignito del premio Nobel per la sua ricerca. Oggi, l'ossitocina continua a essere un importante strumento nell'ambito dell'ostetricia moderna per indurre il parto quando necessario e gestire l'emorragia postpartum. Si stima che l'induzione del parto con l'ossitocina venga utilizzata in quasi il 10% dei casi di nascita a livello globale.
È importante notare che l'utilizzo dell'ossitocina durante il parto comporta dei rischi. Pertanto, l'uso di questo ormone dovrebbe essere ponderato e limitato alle situazioni in cui è necessario, ed eseguito solo da operatori sanitari esperti.
Nonostante sia principalmente associata al travaglio e al parto, l'ossitocina ha effetti sia periferici che centrali di ampia portata. Essa svolge un ruolo significativo nel legame di coppia, nella cognizione sociale e nel funzionamento, e persino nel condizionamento della paura. Inoltre, l'ossitocina svolge una funzione nella omeostasi metabolica e nella regolazione cardiovascolare.

### Meccanismo d'azione
L'ossitocina svolge un ruolo vitale nel travaglio e nel parto. L'ormone viene prodotto nell'ipotalamo e viene secreto dal nucleo paraventricolare nella neuroipofisi, dove viene immagazzinato. Durante il parto, viene rilasciato a impulsi per indurre le contrazioni uterine.
La concentrazione dei recettori dell'ossitocina sul miometrio aumenta significativamente durante la gravidanza e raggiunge il picco all'inizio del travaglio. L'attivazione dei recettori dell'ossitocina sul miometrio avvia una cascata di segnalazione che porta all'aumento del calcio intracellulare nelle miofibrille uterine, rafforzando e aumentando la frequenza delle contrazioni uterine.
Nell'essere umano la maggior parte degli ormoni è regolata da un feedback negativo; tuttavia, l'ossitocina è uno dei pochi ormoni regolati da un feedback positivo. La pressione della testa del feto sul collo dell'utero segnala il rilascio di ossitocina dalla neuroipofisi della madre. L'ossitocina viaggia quindi verso l'utero, dove stimola le contrazioni uterine. Le contrazioni uterine indotte a loro volta stimolano il rilascio di sempre maggiori quantità di ossitocina, questo ciclo di feedback positivo continuerà fino al parto.
Poiché l'ossitocina sintetica e quella secreta endogenamente producono gli stessi effetti sul sistema riproduttivo femminile, l'ossitocina sintetica può essere utilizzata in specifici casi durante il periodo antepartum e postpartum per indurre o migliorare le contrazioni uterine.

### Metabolismo
L'ossitocina viene rapidamente rimossa dal plasma tramite metabolismo epatico e renale. L'enzima ossitocinasi è in gran parte responsabile del metabolismo e della regolazione dei livelli di ossitocina durante la gravidanza e solo una piccola percentuale di neuroormone viene escreta nell'urina inalterata. L'attività dell'ossitocinasi aumenta durante la gravidanza e raggiunge il picco nel plasma, nella placenta e nell'utero vicino al termine. La placenta è una fonte chiave di ossitocinasi durante la gestazione e produce quantità crescenti dell'enzima in risposta all'aumento dei livelli di ossitocina prodotti dalla madre. L'attività dell'ossitocinasi è presente anche nelle ghiandole mammarie, nel cuore, nei reni e nell'intestino tenue. Livelli più bassi di attività si possono riscontrare nel cervello, nella milza, nel fegato, nel muscolo scheletrico, nei testicoli e nel colon. Il livello di degradazione dell'ossitocina è trascurabile nelle donne non incinte, negli uomini e nel sangue del cordone ombelicale.

### Escrezione
L'enzima ossitocinasi è in gran parte responsabile del metabolismo e della regolazione dei livelli di ossitocina durante la gravidanza; solo una piccola percentuale del neuroormone viene escreta nell'urina senza modifiche.

### Tossicità
L'amministrazione di dosi supraterapeutiche di ossitocina esogena può causare ischemia miocardica, tachicardia e aritmie. Dosi elevate possono anche provocare spasmi uterini, ipertonicità o rottura. L'ossitocina ha proprietà antidiuretiche, pertanto dosi giornaliere elevate (come dose singola o somministrate lentamente nel corso di 24 ore) possono causare elevato accumulo di liquidi con conseguenti convulsioni materne, coma e persino morte. Il rischio di antidiuresi e intossicazione da acqua nella madre sembra essere maggiore quando i liquidi vengono somministrati per via orale.